# Leandro Esteban
Leandro Esteban Villamor (Toledo, 22 de junio de 1965) es un administrativo y expolítico español del Partido Popular. Fue consejero de la Presidencia, Administraciones Públicas y portavoz del Gobierno de Castilla-La Mancha entre 2012 y 2015. Hasta el 14 de enero de 2012 fue consejero de Empleo y portavoz del primer Gobierno de María Dolores de Cospedal en Castilla-La Mancha. 
Leandro Esteban es el coordinación de Acción Política del PP de Castilla-La Mancha, y ocupó un escaño en las Cortes castellano-manchegas en las legislaturas V, VI, VII y VIII. En el Parlamento regional, ha sido secretario segundo de la Mesa. También ha sido concejal y portavoz en el Ayuntamiento de Toledo entre los años 1995-1999.

## Biografía
Licenciado en Derecho por la Universidad Complutense de Madrid, está casado y tiene dos hijos. Vive en Toledo. Abogado en ejercicio de la profesión desde el año 1991 hasta 1998.

## Inicios en política
En 1995 fue elegido concejal del Ayuntamiento de Toledo, siendo el titular de Urbanismo hasta 1999, teniente alcalde y portavoz del Equipo de Gobierno municipal. Además, fue el consejero delegado de la Empresa municipal de la Vivienda y a él se le reconoce el exitoso Plan Especial del Casco Histórico de Toledo como presidente de su Comisión Técnica. 
A él también se le atribuye la  obra que es conocida como la nueva calle de Toledo, las escaleras mecánicas de la Granja como acceso peatonal al Casco Histórico de la ciudad, del mismo modo que ocurre con el Archivo Municipal y el Centro Cultural de San Marcos. 
Desde 1998 es miembro del Comité Ejecutivo del PP de Castilla-La Mancha, donde ha ocupado diferentes puestos de responsabilidad. En la actualidad, ostenta el cargo de coordinador de Acción Política y también ha sido secretario de Acción Parlamentaria, portavoz y presidente del Comité de Derechos y Garantías.
En 1999, fue elegido diputado de las Cortes de Castilla-La Mancha por la provincia de Toledo en la V legislatura y hasta actualidad. En la VI y VII legislaturas ocupó cargos institucionales en la oposición, siendo secretario 2º de la Mesa de las Cortes regionales; secretario 2º de la Junta de Portavoces y secretario 2º de la Diputación Permanente. 
El 1 de febrero de 2008 fue el ponente del PP de Castilla-La Mancha en el Congreso de los Diputados de la reforma del Estatuto de Autonomía de Castilla-La Mancha. 
El 27 de junio de 2011 tomó posesión como consejero de Empleo y portavoz del Gobierno de Castilla-La Mancha, cargo que ocupó hasta que el 14 de enero fue nombrado consejero de Presidencia y Administraciones Públicas, continuando con la portavocía del Gobierno de esta comunidad autónoma. Cesó de sus funciones el 2 de julio de 2015.
En noviembre de 2019, tras 24 años ocupando altos puestos en la Comunidad de Castilla-La Mancha, fue nombrado administrativo de dicha autonomía.